# 애터미
애터미(영어: Atomy)는 2009년에 설립된 대한민국의 다단계 마케팅 회사이다. 2019년에는 충청남도 공주시에 신사옥인 ‘애터미파크’를 건립하였다.
생활 용품 및 건강 식품 등을 주로 판매한다. 하위 브랜드로 ‘헤모힘’, ‘스킨케어 시스템 더 페임’, ‘앱솔루트 셀랙티브 스킨케어’를 갖고 있다.

## 연혁
- 2009년 6월: 설립, 선바이오텍(현.콜마BNH/한국 원자력 원구원+한국콜마 합작, 연구소기업법 제1호기업)과 영구독점으로 상품공급 계약
- 2009년 7월: 한국특수판매공제조합 가입
- 2009년 12월: 한국무역협회 가입
- 2010년 5월: 미국현지법인 오픈(소재지:워싱턴주&시애틀)
- 2010년 12월: 애터미 경제연구소 설립
- 2011년 6월: 일본현지법인 오픈(소재지:도쿄도)
- 2011년 9월: 캐나다 현지법인 오픈(소재지:브리티시컬럼비아주.밴쿠버)
- 2011년 12월: 500만불 수출의 탑 수상, 2011년도 매출액 1296억원 달성(글로벌 연결기준 매출)
- 2012년 5월: 애터미 에센스 IR52 장영실상 수상
- 2012년 12월: 누적 수출액 미국 달러 20,000,000 달성(전년대비 약 79.3% 성장, 글로벌 연결기준 매출)
- 2013년 7월: 석세스 아카데미 다원 중계 시스템 구축
- 2013년 10월: 석세스 아카데미 100회 돌파
- 2013년 11월: 본사를 공주로 이전
- 2013년 12월: 1000만불 수출의 탑 수상, 2-13년도 배출액 3,332억원 달성(글로벌 연결기준 매출)
- 2014년 1월: 대만 현지법인 오픈(소재지:가오슝 시)
- 2014년 12월: 2014년도 매출액 5,075억원 달성(글로벌 연결기준 매출)
- 2015년 3월: 싱가포르 현지법인 오픈(소재지:싱카포르)
- 2015년 7월: 전국경제인연합회 회원사 가입
- 2015년 12월: 2000만불 수출의 탑 수상, 2015년도 매출액 7,887억원 달성(글로벌 연결기준 매출)
- 2016년 1월: 캄보디아 현지법인 오픈(소재지: Phnom Penh, 프놈펜)
- 2016년 6월: 필리핀 현지법인 오픈(소재지: Manila, 마닐라)
- 2016년 11월: 말레이시아 현지법인 오픈(소재지: Kuala Lumpur, 쿠알라룸푸르
- 2016년 12월: 삼천만불 수출의 탑 수상('15.7.~'16.6. 누적 수출액 4,590만불)
- 2016년 12월: 2016년 매출액 9,042억 원 달성(글로벌 연결기준 매출)
- 2017년 1월: 멕시코 현지법인 오픈(소재지:멕시코시티)
- 2017년 6월: 태국 현지법인 오픈(소재지:방콕)
- 2017년 6월: 제1회 애터미 합력사 발굴 프로젝트 합력성선(合力成善)시행
- 2017년 12월: 한국법인5,000만불 수출의 탑 수상.('16.7~'17.6누적 수출액 6,350만불)
- 2018년 1월: 공주시 우수납세기업 선정
- 2018년 2월: 한국유통법학회 유통혁신대상 수상
- 2018년 5월: 사랑 나눔 달리기 애터미RUN개최
- 2018년 7월: 호주 현지법인 오픈(소재지:멜버른)
- 2018년 10월: 인도네시아 법인 오픈(소재지:자카르타)
- 2018년 12월 5일: 55회 무역의날.7,000만불 수출의 탑 수상.('17.7~'18.6누적 수출액 8,370만불)
- 2018년 12월: 러시아 법인 오픈(모스크바)
- 2019년 2월 13일: 박한길 회장.제11대직접판매산업협회 회장 취임& 직접판매협회세계연맹.WFDSA CEO카운슬 입성.
- 2019년 4월 26일: 애터미파크(본사,연수원)준공.충남 공주시 웅진동.연면적14,413제곱m(4360평)
- 2019년 6월 18일: 박한길 회장. 사랑의 열매,생소맘(생명을 소중히 여기는 맘)에100억 기부.
- 2019년 7월 12일: 석세스 아카데미.5호,6호 임페리얼 탄생.
- 2019년 7월 12일: 임페리얼 이혜정 사장.다문화 가정에 10억 기부.
- 2019년 11월 16일: 하나카드와 애터미 협업체결(애터미 하나카드 출시)
- 2019년 11월 19일: 박한길 회장. 직접판매협회세계연맹, WFDSA(World Federation of Direct Selling Association.) CEO 카운슬 미팅.
- 2019년 12월 5일: 56회 무역의날. 1억불 수출탑 수상.('18.7~19.6.누적 수출액 1억1000만불) 해외시장 개척,일자리 창출 등의 공로로 대통령상 수상.
- 2019년 12월 12일: 소비자 중심경영 CCM(Consumer Centered Management)인증.(한국소비자원이 평가,공정거래위원회에서 인증)
- 2019년 12월 24일: 애터미 인터넷 쇼핑몰 아자몰(AZA MALL)오픈.
- 2020년 7월: 중국 법인 오픈(옌타이)
- 2020년 8월: 앱솔루트 셀랙티브 스킨케어 IR52 장영실상 수상
- 2020년 10월: 홍콩 법인 오픈(구룡)
- 2020년 10월: 콜롬비아 법인 오픈(보고타)
- 2020년 11월: 인도 법인 오픈(구루그람)
- 2020년 12월: 브랜드탑 수상
- 2021년 1월 28일: GPTW '제19회 대한민국 일하기 좋은 100대 기업' 대상
- 2021년 1월 28일: GPTW '대한민국 가장 존경받는 CEO 24인' 선정(박한길 회장)
- 2021년 1월 28일: GPTW '대한민국 GWP 혁신리더 25인' 선정(최윤혁 인사팀장)
- 2021년 3월: 뉴질랜드 법인 오픈(오클랜드)
- 2021년 6월: 터키 법인 오픈(이스탄불)
- 2021년 7월: 영국 법인 오픈(길퍼드)
- 2021년 7월: GPTW '2021 아시아 일하기 좋은 200대 기업' 5위
- 2021년 10월: 카자흐스탄 법인 오픈(알마티)
- 2021년 12월: 키르기스스탄 법인 오픈(비슈케크)
- 2021년 12월 12일: 앱솔루트 셀랙티브 스킨케어 2021 특허기술상 세종대왕상 수상(화장품 최초).
- 2021년 12월 23일: 58회 무역의 날. 3억불 수출탑 수상. 누적 수출액 10억불 돌파.
- 2021년 현재 애터미 글로벌 통합 회원 약 1500만명.
- 2022년 4월: DSN(Direct Selling News) 글로벌 직접판매기업 TOP10 선정
- 2022년 6월: 브라질 법인 오픈 (상파울루)
- 2022년 8월 19일: 애터미, 한국 컴패션에 140억 원 기부
- 2022년 9월: 몽골 법인 오픈 (울란바토르)
- 2022년 12월: 우즈베키스탄 법인 오픈 (타슈켄트)
- 2023년 9월: GPTW ‘아시아에서 일하기 좋은 기업’ 2위 수상
- 2023년 9월: 헤모힘 누적매출 2조, 국내 건기식 수출액 1위
- 2023년 12월: CCM 인증기업 우수상 수상
- 2023년 4월: 유럽(독일) 법인 오픈 (에쉬본)
- 향후 아프리카, 유럽, 베트남 등 진출예정.

## 주요제품
- 건강식품
  - 헤모힘(hemohim)
  - 친생유산균10+
  - 홍삼단
  - 컬러푸드 멀티비타민
  - 석류미인
  - 슬림바디쉐이크
  - 슬림바디 보이차
  - 퓨어 스피루리나
  - 홍경천 밀크시슬
  - 알래스카 이-오메가3, 키즈츄어블 오메가3
  - 츄어블 칼슘
  - 소포라퀸
  - 오-쏘팔메토
- 화장품
  - 스킨케어6시스템
  - 앱솔루트셀렉티브스킨케어
  - 선케어

- 헤어&바디용품
  - 칫솔, 치약
  - 이브닝케어4종
  - 샴푸,린스, 트리트먼트
  - 헤어에센셜오일
  - 메이컵 클렌징(딥클렌징, 버블클렌징, 워터클렌징, 클렌징오일)
  - 바다워쉬, 바디로션
  - 세라베베샴프&바디워쉬(아기~어린이 용)

- 세제
  - 주방세제(1종)
  - 세탁용세제(가루, 액상)
  - 섬유린스

- 주방용품(사탕수수 당밀 유래원료-자연분해)
  - 위생백
  - 지퍼백
  - 랩

- 여성위생용품 (생리대)
- 생활용품
  - 두루마리화장지
  - 미용티슈(각티슈, 여행용)
  - 물티슈(70매, 20매)

- 식품
  - 알찬견과
  - 감자로 만든 채식라면, 착한짜장,카레,삼계탕,불고기,만두,햄,골뱅이,
  - 조미김, 김자반, 미역,김치,고등어,굴비,멸치,
  - 다시마간장, 참기름, 들기름,순창고추장
  - 애견사료 헤이독(쇠고기,연어)
  - 게이샤 콜드부루커피,카페아라비카,두유,콤부차,양배추즙,적양파즙,
  - 해양심층수,녹차,곰탕,자몽쥬스,오렌지쥬수,두유,

- 속옷
- 면티
- 염색약
- 핸드폰